# Arianna Lorenzi
Arianna Lorenzi (13 marzo 1985) è un'ex giocatrice di curling italiana, atleta di Cortina d'Ampezzo del Curling Club New Wave.

## Carriera Agonistica

### Nazionale
Il suo esordio con la nazionale italiana junior femminile di curling è stato il campionato mondiale junior di gruppo B del 2001, disputato a Tårnby, in Danimarca: in quell'occasione l'Italia si piazzò al terzo posto. Con la nazionale junior partecipa a 4 campionati mondiali junior e a due campionati mondiali junior gruppo B.
Nel 2003 entra nella formazione della nazionale assoluta con cui ha partecipato a due mondiali.
In totale Arianna vanta 57 presenze in azzurro. Il miglior risultato dell'atleta è la medaglia di bronzo ottenuta ai campionati mondiali junior del 2003 disputati a Flims, in Svizzera. Questo è il miglior risultato ottenuto dalla nazionale junior femminile.
CAMPIONATI
Nazionale assoluta:
- Mondiali
  - 2003 Winnipeg ( Canada) 9°
  - 2006 Gran Prairie ( Canada) 9°

Nazionale junior:
- Mondiali junior
  - 2002 Kelowna ( Canada) 4°
  - 2003 Flims ( Svizzera) 3° 
  - 2004 Trois-Rivières ( Canada) 9°
  - 2005 Pinerolo ( Italia) 8°
- Mondiali junior gruppo B
  - 2001 Tårnby ( Danimarca) 3°
  - 2002 Hšgelsheim ( Germania) 2°

### Percentuale di gioco
Il campionato in cui è registrata la miglior prestazione di Arianna con la squadra nazionale è il mondiale del 2003 disputato a Winnipeg. In questo caso c'è un'unica partita con percentuali registrata, contro la Norvegia (persa 5-6) dove la precisione è dell'80%. Il campionato con la peggiore prestazione registrata è il mondiale junior del 2003 a Flims. In questo campionato giocò con una percentuale media di precisione del 60% toccando il minimo di 54% nella partita contro la Russia (vinta 9-6).
- 2002 mondiale junior di Kelowna, precisione: 66% (second)
- 2003 mondiale junior di Flims, precisione: 60% (second)
- 2003 mondiale di Winnipeg, precisione: 80% (lead)
- 2004 mondiale junior di Trois-Rivières, precisione: 67% (second)
- 2005 mondiale junior di Pinerolo, precisione: 61% (second / 1 partita da viceskip 75%)
- 2006 mondiale di Gran Prairie, precisione: 66% (second)

### Campionati italiani
Arianna ha preso parte ai campionati italiani di curling con il Curling Club New Wave è stata 5 volte campionessa d'Italia più altre tre titoli nelle categorie inferiori (giovanissimi, esordienti e ragazzi):
- Italiani assoluti:
  - 1999  con Diana Gaspari, Stefania Polla e Alessandra Battiston
  - 2000  con Diana Gaspari, Chiara Olivieri e Rosa Pompanin
  - 2001  con Diana Gaspari, Chiara Olivieri e Rosa Pompanin
  - 2002  con Diana Gaspari, Chiara Olivieri e Rosa Pompanin
  - 2003  con Diana Gaspari, Chiara Olivieri, Rosa Pompanin e Elettra De Col
  - 2004  con Diana Gaspari, Chiara Olivieri, Rosa Pompanin e Marella Salvato
  - 2005  con Diana Gaspari, Chiara Olivieri e Rosa Pompanin
- Italiani junior:
  - 2000  con Diana Gaspari, Giorgia Costantini, Rosa Pompanin
- Italiani misti:
  - 2002  con Diana Gaspari, Adriano Lorenzi, Giorgio Alberti e Basilio De Zanna
  - 2003  con Diana Gaspari, Adriano Lorenzi e Alessandro Zisa

### Ritiro
Terminata la stagione 2005/2006 Arianna si ritira dall'attività agonistica e si trasferisce da Cortina d'Ampezzo a Roma per proseguire gli studi.